# Марина Гочева
Марѝна Гòчева е българска режисьорка, театроведка и писателка.

## Биография
Марина Гочева е родена в град Бургас, Царство България, на 21 декември 1938 г. Завършила е българска филология в Софийския университет „Свети Климент Охридски“ и режисура за куклен театър във ВИТИЗ „Кръстьо Сарафов“ (до 1995 г. ВИТИЗ – Висш институт за театрално изкуство).
Режисирала е спектакли в държавните куклени театри в Бургас, Силистра, Шумен, Ямбол, Хасково, Търговище, Видин, Шчечин (Полша).
Авторка е на пиеси за деца, на сценарии и драматизации. Превежда куклени пиеси от руски език.
От 1966 до 1992 г. професионалният ѝ път на директор, специалист по театрознание (театровед) и режисьор е свързан с Бургаския куклен театър, а от 1994 до 1997 г. – с кукления театър на Ямбол.
Починала е на 27 ноември 2008 г.

## Издадени книги
- „В света на Стоян Попов“ (Издателство „Христо Ботев“, София, 2004 г.)[2];
- „Кукленият театър на Бургас 1953 – 1992 – възторг и болка“ (2004 г.);
- „Морска сол“ – разкази (Издателска къща „Знаци“, 2008 г.);
- „Защо магарето в кукления театър е синьо“ (Издателска къща „Знаци“, 2008 г.).[1]